# Olios occidentalis
Olios occidentalis là một loài nhện trong họ Sparassidae.
Loài này thuộc chi Olios. Olios occidentalis được Ferdinand Karsch miêu tả năm 1879.